# 急がば廻れ
「急がば廻れ」（いそがばまわれ、Walk, Don't Run）は、1955年にアメリカ合衆国のジャズ・ギタリスト、ジョニー・スミスが作曲し、録音したインストゥルメンタル曲。この曲は基本的に、古くから親しまれたスタンダード・ナンバーである（シグマンド・ロンバーグが1928年に作曲した）「朝日のごとくさわやかに」の対旋律から作られている。
1960年秋、シアトルを中心に活動するインストゥルメンタル・ロック・バンドであったザ・ベンチャーズが、サーフ・アレンジのシングル盤としてこの曲が発表され、たちまちヒット曲となった。イギリスでは、作曲家ジョン・バリーが率いるジョン・バリー．セブン (The John Barry Seven) によるカバー・バージョンが『Record Retailer』誌のチャートで最高11位まで上ったが、ベンチャーズのバージョンはそれを上回る8位に達し、『ニュー・ミュージカル・エクスプレス』誌など、他のイギリスのチャートでもトップ10入りを果たした。
ザ・ベンチャーズのバージョンは、チャート入りを果たした最も初期のサーフ・ミュージックのひとつと見なされており、1960年の8月から9月にかけて、Billboard Hot 100 では最高2位、『キャッシュボックス』では最高3位を5週連続で記録した。このヒットにより、日本でも同年10月5日に発売され、1965年のベンチャーズ・ブームへとつながる種子の一粒目が蒔かれることになる。
ザ・ベンチャーズの初代ドラマーは、後に空軍大将となるジョージ・バビットであったが、バビットは「急がば廻れ」のリリース前にバンドから脱退していた。 この曲のドラマーについては、バンドの公式サイトには「「急がば廻れ」のドラマーはスキップ・ムーア (Skip Moore) であり、多くの方々が考えられているホーウィー・ジョンソン (Howie Johnson) ではありません。スキップは、25ドルとレコードの印税の4分の1のどちらか好きな方を選択できました。彼は25ドルをとったのです。」と記されている。後にザ・ベンチャーズは、ノーキー・エドワーズのリードギターで1964年に新たなバージョンをレコーディングし直して「急がば廻れ'64 (Walk, Don't Run '64)」を発表し、この年の8月には米国チャートのトップ10入りを果たした。
また、これら以外にも「ウォーク・ドント・ラン'68～ダンス天国」「ウォーク・ドント・ラン'77」など、複数回再レコーディングしている。
チェット・アトキンスは、ザ・ベンチャーズのヒットより3年前にこの曲を録音し、好評を得ていた。他にもこの曲は、 ザ・シャドウズ、JFA、スティーヴ・ハウ、ハーブ・アルパート&ザ・ティファナ・ブラス、ペンギン・カフェ・オーケストラ、レッドツェッペリン（ザ・ベンチャーズ、バージョン）、ジェフ・ベック（ザ・ベンチャーズ、バージョン）などによってカバーされている。
2003年7月、ザ・ベンチャーズのギタリストであるノーキー・エドワーズは、ライト・クラスト・ドウボーイズ (Light Crust Doughboys) とアルバム『Guitars Over Texas』で共演し、この曲をレコーディングした。このバージョンは、ジャズ風のセカンド・ヴァースや、リズムギターの代わりにキーボードを使用している点などに特徴がある。
2010年8月、この曲は米国の The Weather Channel の番組『Local on the 8s』で使用された。

## おもな録音
- 1955年: ジョニー・スミス (Johnny Smith)
- 1957年: チェット・アトキンス
- 1960年: ザ・ベンチャーズ
- 1960年: ジョン・バリー．セブン (The John Barry Seven) - ギタリストVic Flickをフィーチャー
- 1964年: スプートニクス (Die Sputniks) - ドイツのビートバンド
- 1965年: ハーブ・アルパート&ザ・ティファナ・ブラス
- 1971年: レッドツェッペリン 1971/08/22　Live in Los Angeles, CA のオープニングで、 ザ・ベンチャーズのバージョンを演奏
- 1972年: ピンク・フェアリーズ (Pink Fairies)
- 1977年: ザ・シャドウズ
- 1981年: ペンギン・カフェ・オーケストラ
- 1983年: 渡辺香津美
- 1985年: ロイ・ブキャナン
- 1993年: カリフォルニア・ギター・トリオ
- 1994年: ジェフ・ベック 　※サントラ・アルバム　LITTLE BIG LEAGUE　で、ザ・ベンチャーズのバージョンを演奏
- 1998年: スティーヴ・ハウ
- 1999年: ジョニー・A (Johnny A.)
- 2003年: ノーキー・エドワーズとライト・クラスト・ドウボーイズ